# Philip Handler
Philip Handler (Nova York, 13 de agosto de 1917 – Boston, 29 de dezembro de 1981) foi um nutricionista e bioquímico estadunidense. Ele foi presidente da Academia Nacional de Ciências dos Estados Unidos por dois mandatos, de 1969 a 1981. Em 1981, ele recebeu a Medalha Nacional de Ciências.